# Theope archimedes
Theope archimedes är en fjärilsart som beskrevs av Fabricius 1793. Theope archimedes ingår i släktet Theope och familjen Riodinidae. Inga underarter finns listade i Catalogue of Life.

## Bildgalleri

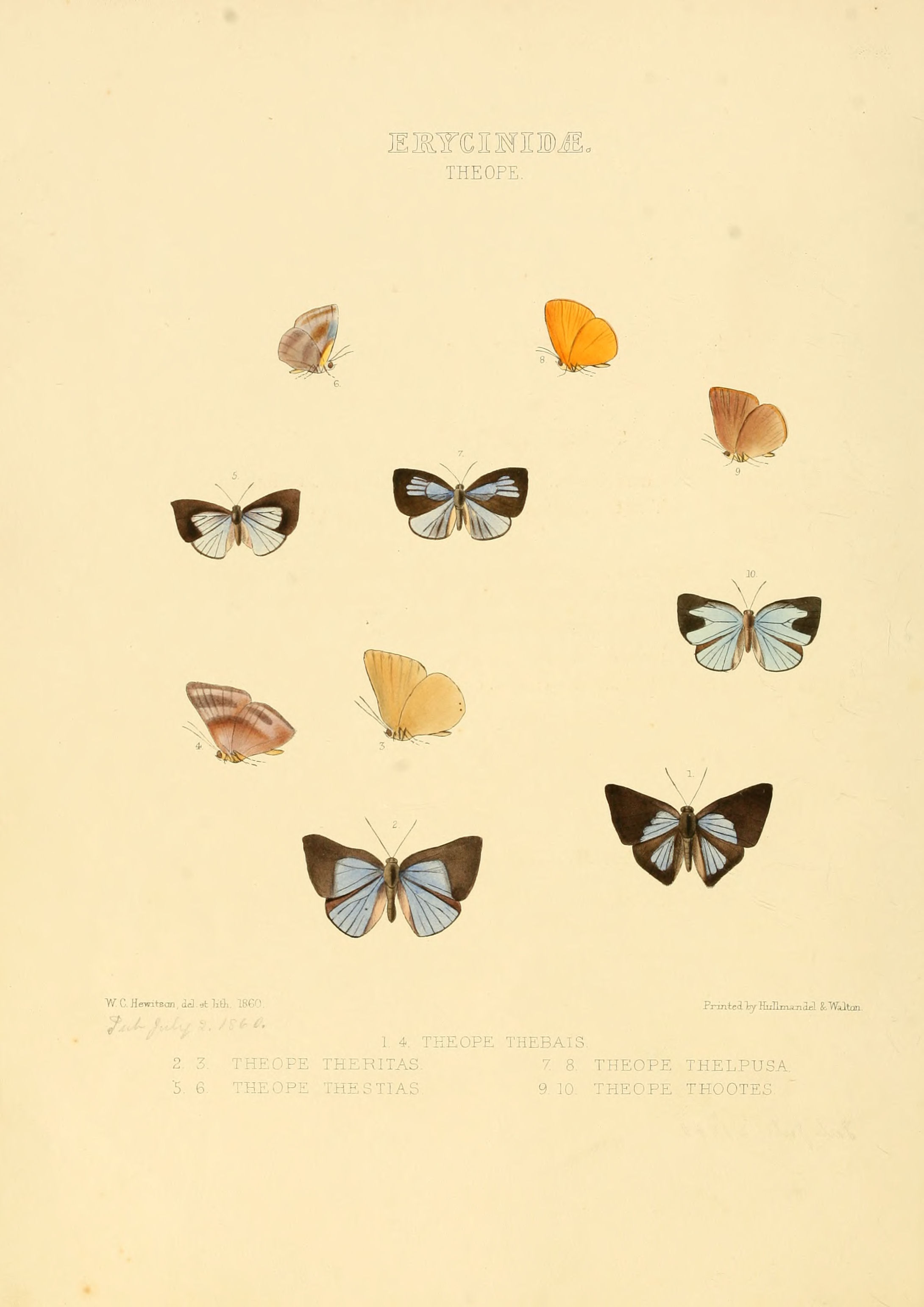